# Citadela Laferriere
Citadela Laferriere ali Citadelle Henry Christophe ali pa preprosto Citadelle, je velika trdnjava na vrhu hriba na severu Haitija, ki se nahaja na vrhu gore Bonnet L'Eveque , približno 27 km južno od mesta Cap-Haitien in 8 km navkreber od mesta Milot. Je ena največjih utrdb v Ameriki in na Unescovem seznamu svetovne dediščine od leta 1982, skupaj z bližnjo palačo Sans-Souci . Trdnjava vrh gore je postala ikona Haitija. Citadelo je zgradil Henri Christophe, ki je bil ključni vodja med uporom haitskih sužnjev (1791-1804) . Po tem se je na začetku 19. stoletja Haiti osamosvojil izpod Francije.

## Zgodovina
Masivna kamnita struktura je zgradilo do 20.000 delavcev med letoma 1805 in 1820 kot del sistema utrdb, namenjenih na novo neodvisnemu narodu Haitija, da bo varen pred francoskimi vpadi. Citadela je bila zgrajena več kilometrov v notranjost in na vrhu 910 m visokega hriba Bonnet je L'Eveque, za odvračanje napadov in zagotavljanje razgleda na bližnje doline. Cap-Haitien in sosednji Atlantski ocean, sta vidna iz strehe trdnjave. Anekdota pravi, da je možno ob jasnih dneh videti vzhodno obalo Kube, oddaljeno 140 km na zahod.
Haitijci so opremili trdnjavo z 365 topovi različnih velikosti. Pridobili so jih iz različnih držav in še vedno nosijo grbe vladarjev  18. stoletja. Ogromne zaloge topovskih krogel še vedno ležijo v piramidnih nizih ob vznožju grajskih zidov. Utrdba je prestala številne potrese. Francoski napad se ni nikoli zgodil in trdnjava je bila na koncu opuščena.
Henri Christophe je začel z naročilom trdnjave leta 1805. V tem času je bil Christophe general v haitijski vojski in glavni administrator severnih regij v državi. Leta 1806 je Alexandre Petion začel udar proti haitijskemu cesarju, Jean-Jacques Dessalinesu. Čeprav je bil general Christophe obveščen o tem preko svojega sistema vohunov, ni opozoril Dessalinesa in je štel njegov umor za nujno zlo, ki bi mu omogočil doseči svoje cilje. Dessalinesova smrt je pripeljala do boja moči med Christopheom in Petionom, ki se je končala z razdelitvijo Haitija na severno in južno državo, na severu pod predsedstvom Christopheja leta 1807. On sam se je razglasil za kralja leta 1811.
Citadela je del sistema utrdb, kamor sta sodili še Fort Jacques in Fort Alexandre, zgrajeni na gori s pogledom Port-au-Prince. Dessalines je naročil izgradnjo teh utrdb leta 1805 za zaščito novega naroda proti francoskim napadom.
V primeru invazije se je Christophe, ki je imel za vojsko dragocene pridelke in zaloge živine ob obali, umakniti v trdnjavo, nato pa postaviti zasedo na planinski poti, ki je vodila do Citadele.
Christopha je leta 1820 zadela kap in nekaj njegovih vojakov se je uprlo. Kmalu zatem je po legendi storil samomor, ko se je ustrelil s srebrno kroglo. Zvesti privrženci so pokrili njegovo telo z apnom in ga pokopali v enem od notranjih dvorišč citadele, da bi preprečili drugim pohabljanje trupla.

## Opis
Velik fizičen obseg trdnjave je postal nacionalni simbol Haitčanov, imajo ga na denarju, znamki in plakatu turističnega ministrstva. Grajskimi zidovi se dvigajo 40 m visoko iz gore in celoten kompleks, vključno z zalogami topovskim krogel, vendar brez okoliškega zemljišča, pokriva površino 10.000 m2. Delavci so velike temeljev trdnjave zgradili neposredno v kamen z gore, s pomočjo mešanice malte, ki je vsebovala apno, melaso in kri lokalnih krav in koz, kravja kopita, iz katerih so skuhali lepilo in ga dodali k mešanici v malto za moč in vezivo.
Velike cisterne in skladišča v notranjosti trdnjave so bila zasnovana za shranjevanje dovolj hrane in vode za 5.000 braniteljev za eno leto. Trdnjava je imela palačne prostore za kralja in njegovo družino v primeru, da bi potreboval zatočišče znotraj njenih zidov. Drugi objekti so bili ječe, umivalnice in pekovske peči. Vidna je tudi grobnica Christopherjevega svaka, ki je bil ubit, ko je v sobi eksplodiral smodnik.
Videz citadele s poti, ki vodi do njegove baze primerjajo s premcem velike kamnite ladje, štrleče iz gore. Struktura je večkotna in ima različne geometrijske oblike, odvisno od usmerjenosti gledalca. Nekatere izmed kotov na Citadeli je Christophe namenoma dodal, da bi odbil topovske krogle če bil napaden in épaulette (lopatica) je odličen primer uporabe kota za odboj in odvrnitev strelov. Čeprav večina trdnjave nima strehe, nekatere poševne dele krasijo svetlo rdeče ploščice. Trdnjava je bila popravljena in večkrat prenovljena, saj za njeno konstrukcijo skrbijo od 1980-ih s pomočjo Unesca in sklada Svetovnih spomenikov (World Monuments Fund (WMF)). Čeprav je bilo nekaj zamenjanega, zasnova ostaja enaka.

## Turizem
Citadela je ena izmed najbolj priljubljenih turističnih destinacij na Haitiju. Smeri nanjo in zgodovina trdnjave zagotavljajo samozvani vodiči iz mesta Milot. V bližini vhoda v palačo Sans-Souci, ki je na začetku poti do Citadele morajo obiskovalci plačati majhno pristojbino. Lahko si najamejo tudi konja. Prvi del, 11 km poti, je prevoznih za vozila s štirikolesnim pogonom, čeprav včasih ovirajo pot zemeljski plazovi in gradbena dela. Številni ljudje, ki živijo ob poti, pohodnikom prodajajo spominke ali pijačo, kot je svež kokosov sok. Pijača je nujna v tropski vročini. Pot je kamnita, na splošno gladka in v dobrem stanju.
Približno tri četrtine poti navzgor od parkirišča, morajo obiskovalci zadnji del opraviti na konju ali peš. Celotna pot, ki se začne v Milotu, je skoraj v celoti navkreber, vendar jo lahko prehodijo izkušeni pohodniki, ki nosijo dovolj vode. Večina notranjosti Citadele same je dostopna za obiskovalce, ki se lahko vzpenjajo po številnih stopnicah na streho trdnjave, ki je brez ograje. Na jasen dan se vidi mesto Cap-Haïtien in Atlantski ocean. Zaradi nadmorske višine so vrh Citadele uporabili misija Združenih narodov za stabilizacijo na Haitiju (United Nations Stabilization Mission In Haiti (UNSTAMIH)) za radijski repetitor, z anteno na najvišji točki.
Čeprav turbulentne politične razmere na Haitiju (predvsem v osrednjem območju) v zadnjih letih odvrača obiskovalce, so regije na severu in jugu države še vedno v veliki meri mirne. Pot na Citadelo je manj zahtevna in nevarna, kot potovanje v haitijsko prestolnico Port-au-Prince

## Ohranjanje in skrb za varnost
Po obisku Citadele julija 2012, je haitski predsednik Michel Martelly močno kritiziral haitski Nacionalni inštitut za zgodovinsko ohranitev (ISPAN) - organizacijo, katere naloga je ohranjanje kulturne dediščine Haitija - in opisuje, da je mesto v slabem stanju ter označuje prizadevanja ISPAN za "nesprejemljiva" . Njegov obisk je bil namenjen oceni stanja Citadele za ohranitev, a je zavrnil obisk zgornjega nadstropja, ki ga šteje za nevarnega za obiskovalce.
Kljub pomanjkljivostim Haitija pri ohranjanju svoje kulturne dediščine, so mednarodne organizacije priskočile na pomoč, kot je Global Heritage Fund, neprofitna organizacija s sedežem v Kaliforniji, ki ima raziskovanje Citadele za spomenik ohranjanja, razvoj skupnosti, usposabljanje in revitalizacijo kulturne dediščine. Projekt se bo osredotočil tako na Citadelo kot bližinjo palačo Sans-Souci, z upanjem ohranitve struktur za varne turistične oglede in za spodbujanje trajnostne lokalne gospodarske rasti.